# الحواش (حمص)
الحاواش بلدة من بلدات وادي النصارى وتعد مركزًا لناحية الحاواش  في منطقة تلكلخ في محافظة حمص غربي سوريا. بلغ عدد سكان الناحية 24,684 نسمة حسب تعداد عام 2004.
يبلغ عدد سكان البلدة لوحدها 6.000 نسمة وتقع البلدة على السفح الشرقي الأدنى لمرتفع يعلو 564 م يتراوح ارتفاعها على امتداد 1 كم ما بين 257 - 450م أي بنسبة ميل مئوية تقارب (17.5%). ساهمت أشكال التضاريس وبخاصة الأودية السيلية في تحديد اتجاهات توسعها العمراني.
الناحية تضم 9 قرى هي: بلاط - عين الغارة - قلعة السقا - عش الشوحة - التلة - عناز - بساس - الجوانيات. كما وتتألف البلدة من عدة حارات: (حارة الدار) - (حارة الميسة) - (حارة الدوارة) - (حارة السكة) - (حارة السارود).

## مواصفات البلدة

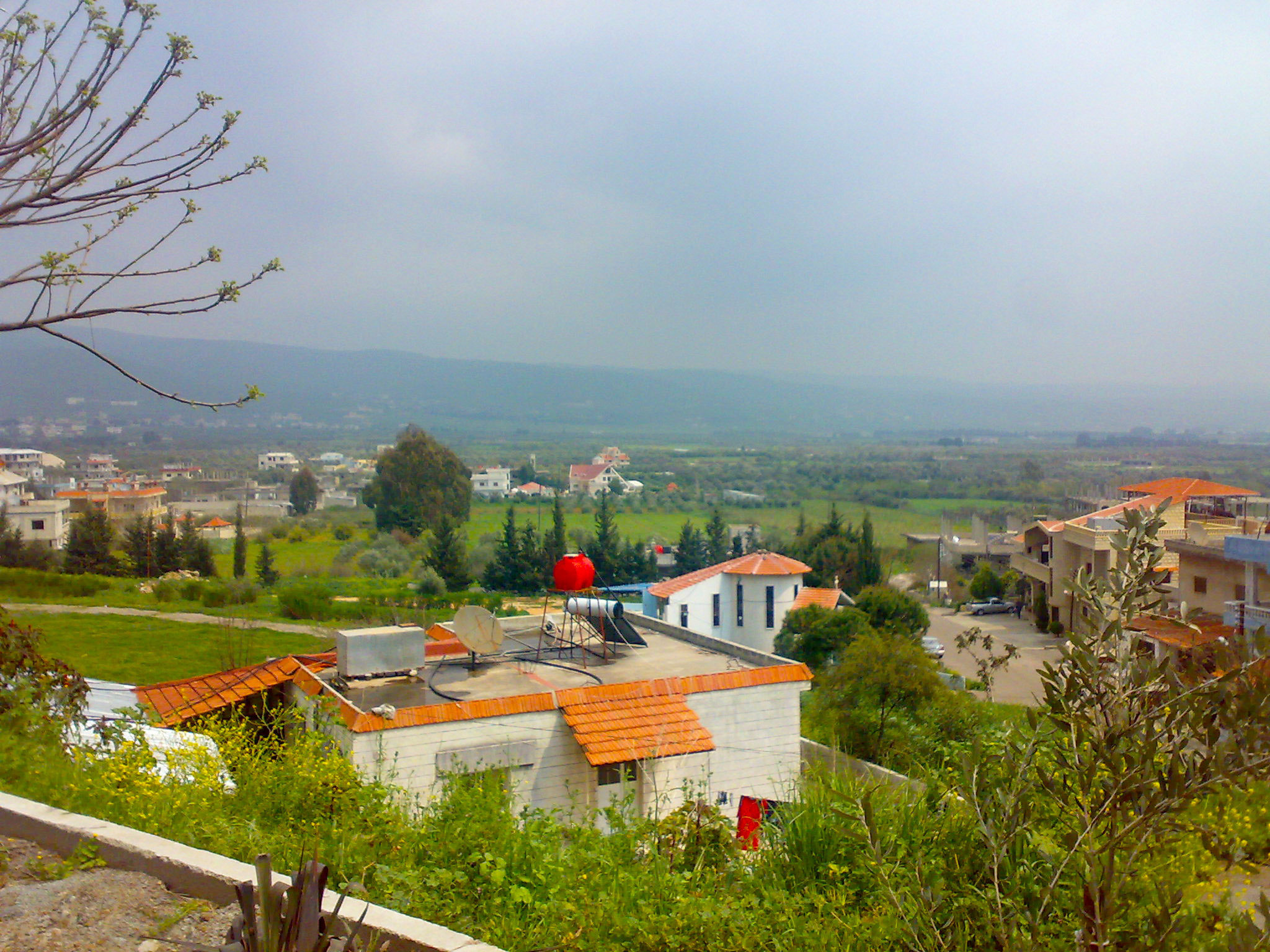
اطلالة الطريق العام-الحواش

تتبعثر البلدة القديمة على ظهرات تموجات بشكل غير منتظم وحدد التنظيم العمراني اتجاه التوسع الجديد في الجهتين الشمالية والشرقية فتركز في القسم الشرقي كل من الملعب والمدارس والمركز الإداري والناحية والكنيسة والحدائق العامة ومواقف السيارات.
أما الطرقات الرئيسية فتأخذ امتدادا طولانيا (شماليا جنوبيا) تصل فيما بينهما طرقات ثانوية تتقاطع معها بزاوية مائلة لتخفيف تأثير الميول التضاريسية على حركة السير ووسائط النقل. وتمت المصادقة على مخططها التنظيمي عام 1981 م.

## تطور البلدة
شهدت البلدة في الفترة الأخيرة نهضة صناعية وتجارية وعلمية هائلة تجلت في إنشاء الكثير من المعامل والعديد من شركات الأدوية.(مثل شركة مادونا لمستحضرات التجميل وشركة البلسم ذات الصادرات الدولية).
كما تعتبر القرية مركزًا تجاريًا نشط مما دفع العديد من البنوك العالمية لفتح فروع فيها مثل بنك بيمو وبنك عودة.
أما على الصعيد العلمي تجلت هذه النهضة في تأسيس جامعة الوادي للعلوم الهندسية  وجامعة الحواش الخاصة للصيدلة والتجميل  في بلدة المزينة

## وصلات خارجية
- موقع جامعة الحواش الخاصة على الإنترنت